# Diana Ghurckaia
Diana Ghurckaia (gruz. დიანა ღურწკაია, ros. Диана Гудаевна Гурцкая; ur. 2 lipca 1978 w Suchumi) – gruzińska piosenkarka mieszkająca w Moskwie. Reprezentantka Gruzji w 53. Konkursie Piosenki Eurowizji (2008).

## Życiorys
Od dzieciństwa jest niewidoma. W czasie nauki w szkole, którą ukończyła w 1995, występowała w Filharmonii w Tbilisi. W 2000 zadebiutowała na rynku fonograficznym albumem pt. Ty zdieś. W kolejnych latach wydała jeszcze dwie płyty: Ty znajesz, mama w 2002. i Utro w 2003. Rok później premierę miał jej pierwszy album kompilacyjny pt. Nieżnaja (Nowoje i łuczszeje), na którym umieściła największe przeboje ze swojego repertuaru.
W 2007 wydała album pt. 9 miesiacew oraz odebrała z rąk Władimira Putina tytuł Zasłużonego Artysty Federacji Rosyjskiej. 1 marca 2008 z utworem „Peace Will Come” wygrała gruzińskie eliminacje do 53. Konkursu Piosenki Eurowizji organizowanego w Belgradzie. Przed występem w konkursie odbyła trasę promocyjną po krajach bałkańskich, a w maju zajęła 11. miejsce w koncercie finałowym.
W 2009 wydała album kompilacyjny pt. Ja lublu was wsiech, na którym umieściła swoje największe przeboje. W 2010 odebrała z rąk prezydenta Dmitrija Miedwiediewa Order Przyjaźni, ponadto otrzymała Order Honoru od gruzińskiego prezydenta Micheila Saakaszwilego. W 2011 uczestniczyła w szóstej edycji programu Tancy so zwiozdami.

## Dyskografia
Albumy studyjne
- Ty zdieś (2000)
- Ty znajesz, mama (2002)
- Utro (2003)
- 9 miesiacew (2007)

Albumy kompilacyjne

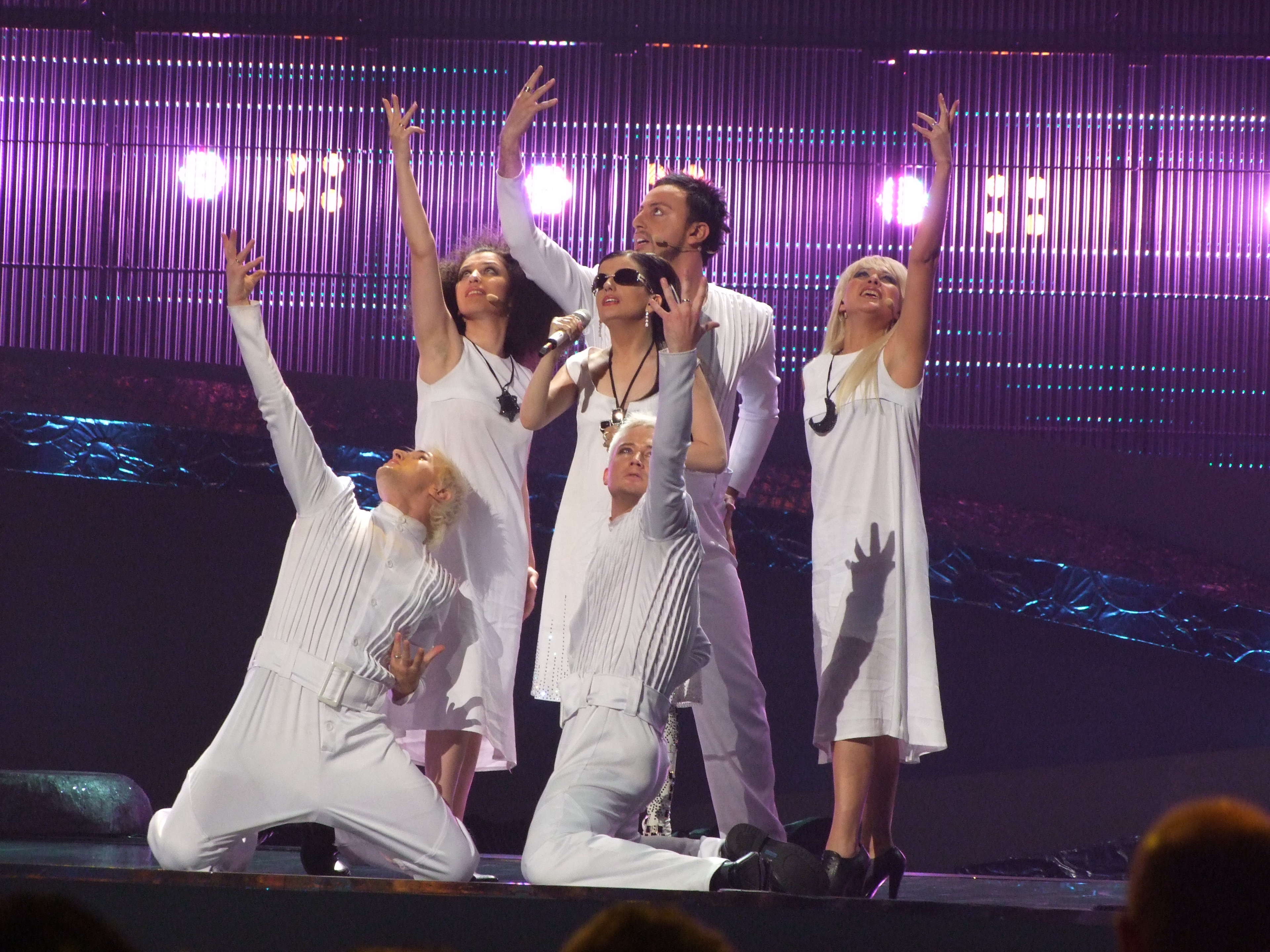
Ghurckaia podczas 53. Konkursu Piosenki Eurowizji w Belgradzie (2008)

- Nieżnaja (Nowoje i łuczszeje) (2005)
- MP3 Collection (2006)
- Ja lublu was wsiech (2009)